# HanCinema
HanCinema é um banco de dados de filmes e dramas coreanos independente criado por Cedric Collemine em 2003. Reúne informações relacionadas com filmes, dramas, atores e atrizes coreanos, e outras informações relacionadas.